# Villers-Saint-Frambourg
Villers-Saint-Frambourg ist eine Commune déléguée in der französischen Gemeinde Villers-Saint-Frambourg-Ognon mit 551 Einwohnern (Stand: 1. Januar 2019) im Département Oise in der Region Hauts-de-France (vor 2016 Picardie). Die Einwohner werden Frambourgeois und Frambourgeoises genannt.
Die Gemeinde Villers-Saint-Frambourg wurde am 1. Januar 2019 mit Ognon zur Commune nouvelle Villers-Saint-Frambourg-Ognon zusammengeschlossen. Sie hat seither den Status einer Commune déléguée. Die Gemeinde gehörte zum Arrondissement Senlis und zum Kanton Pont-Sainte-Maxence (bis 2015: Kanton Senlis).

## Geographie
Villers-Saint-Frambourg liegt etwa sieben Kilometer nordöstlich von Senlis am Wald von Halatte. Umgeben wurde die Gemeinde Villers-Saint-Frambourg von den Nachbargemeinden Pontpoint im Norden, Villeneuve-sur-Verberie im Osten und Nordosten, Brasseuse im Osten, Ognon im Süden, Chamant im Südwesten, Fleurines im Westen sowie Pont-Sainte-Maxence im Nordwesten.

## Bevölkerungsentwicklung
| 1962                      | 1968 | 1975 | 1982 | 1990 | 1999 | 2006 | 2013 |
| ------------------------- | ---- | ---- | ---- | ---- | ---- | ---- | ---- |
| 436                       | 399  | 470  | 510  | 572  | 582  | 603  | 565  |
| Quelle: Cassini und INSEE |      |      |      |      |      |      |      |

## Sehenswürdigkeiten
Siehe auch: Liste der Monuments historiques in Villers-Saint-Frambourg-Ognon
- Dolmen von Chancy
- Kirche Saint-Médard aus dem 12. Jahrhundert, seit 1913 Monument historique
- Gutshöfe Darras und Leclère

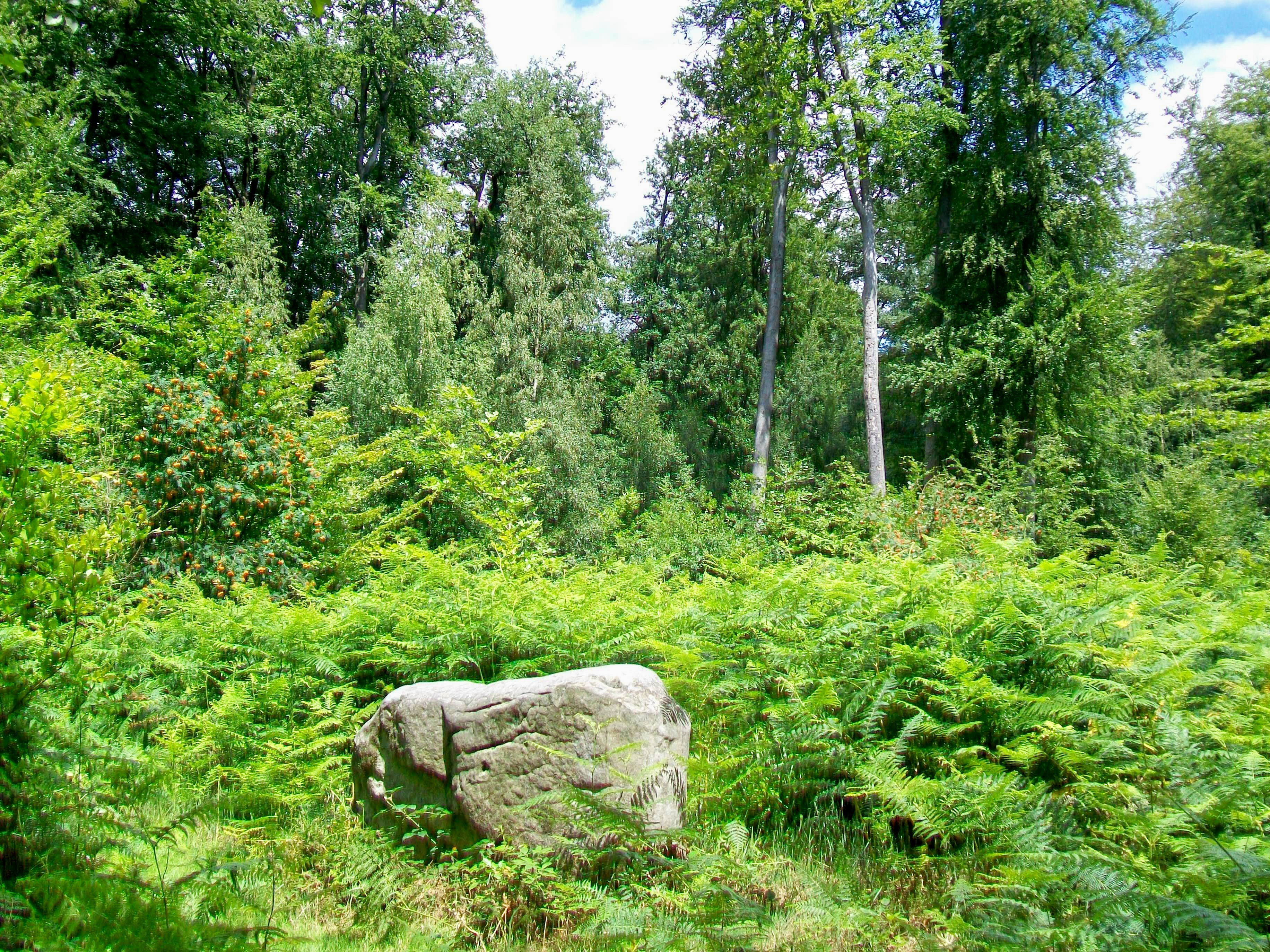
Dolmen
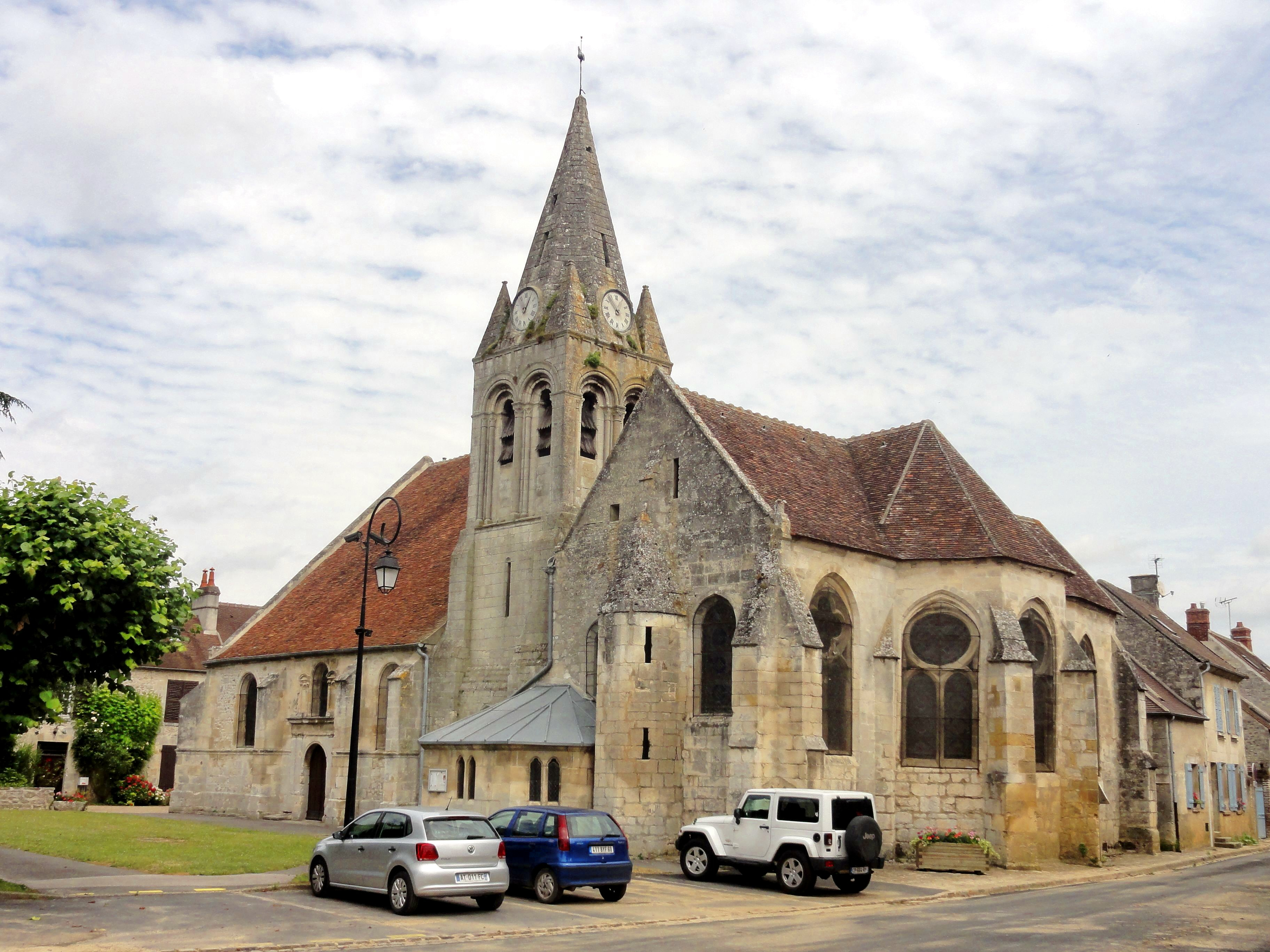
Kirche Saint-Médard